# 卡內薩島
11°30′44″N 124°05′51″E / 11.51222°N 124.09750°E
卡內薩島是菲律賓的島嶼，位於宿霧島以北米沙鄢海，由宿霧省負責管轄，面積1.73平方公里，最高點海拔高度55米，主要農產品有椰子、木薯、香蕉、甘蔗、玉米等。